# كيد هوارد
كيد هوارد (بالإنجليزية: Kid Howard)‏ هو عازف جاز ومغني أمريكي، ولد في 22 أبريل 1908 في نيو أورلينز في الولايات المتحدة، وتوفي بنفس المكان في 18 مارس 1966.

## وصلات خارجية
- كيد هوارد على موقع ميوزك برينز (الإنجليزية)
- كيد هوارد على موقع أول ميوزيك (الإنجليزية)
- كيد هوارد على موقع ديسكوغز (الإنجليزية)